# Aprendizagem ao longo da vida
A aprendizagem ao longo da vida é a busca “contínua, voluntária e automotivada” de aprendizagem por razões pessoais ou profissionais.
A aprendizagem ao longo da vida é importante para a competitividade e empregabilidade de um indivíduo, mas também melhora A inclusão social, a cidadania ativa e o desenvolvimento pessoal.
As profissões geralmente reconhecem a importância de desenvolver profissionais que se tornem aprendizes ao longo da vida. Muitas profissões licenciadas exigem que os seus membros continuem a aprender para manter uma licença.
Institutos de aprendizagem ao longo da vida são organizações educacionais especificamente para fins de aprendizagem ao longo da vida. Comunidades informais de aprendizagem ao longo da vida também existem ao redor do mundo.[carece de fontes?]

## História
Em alguns contextos, o termo "aprendizagem ao longo da vida" evoluiu do termo "aprendizes ao longo da vida", criado por Leslie Watkins e usado por Clint Taylor, professor da CSULA e superintendente do Distrito Escolar Unificado de Temple City, na declaração de missão do distrito em 1993. O termo reconhece que a aprendizagem não se limita à infância ou à sala de aula, mas ocorre ao longo da vida e numa variedade de situações.[carece de fontes?]
Em outros contextos, o termo "aprendizagem ao longo da vida" evoluiu organicamente. O primeiro instituto de aprendizagem ao longo da vida começou na The New School for Social Research (hoje The New School ) em 1962 como uma experiência de "aprendizagem na reforma". Mais tarde, depois de grupos semelhantes se formarem nos Estados Unidos, muitos escolheram o nome “instituto de aprendizagem ao longo da vida” para incluir pessoas não aposentadas na mesma faixa etária.
Faculdades e universidades tradicionais estão começando a reconhecer o valor da aprendizagem ao longo da vida fora do modelo de obtenção de créditos e diplomas. Os estudantes ao longo da vida, incluindo pessoas com credenciais académicas ou profissionais, tendem a encontrar ocupações com melhores salários, deixando impressões monetárias, culturais e empresariais nas comunidades, de acordo com a educadora Cassandra B. Whyte.

### Bibliotecas nos Estados Unidos

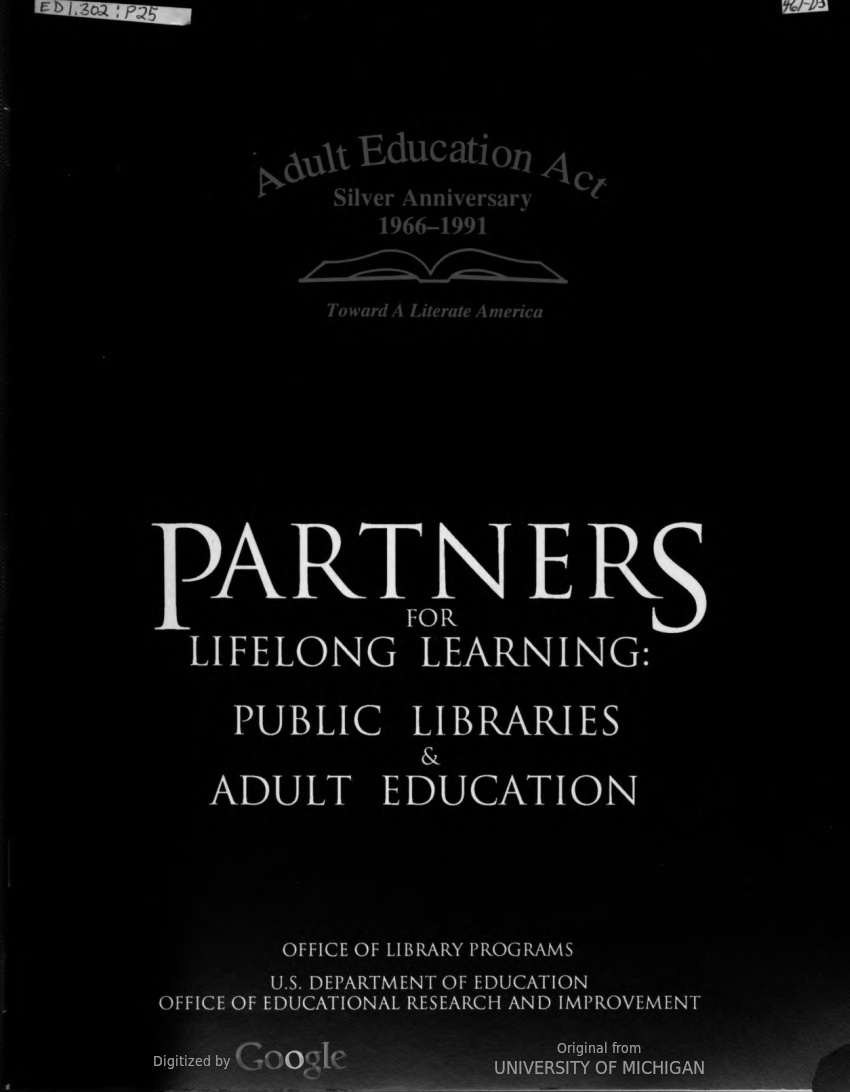
Partners for Lifelong Learning, Public Libraries and Adult Education (Em português: Parceiros para a Aprendizagem ao Longo da Vida, Bibliotecas Públicas e Educação de Adultos)

Nos Estados Unidos, os bibliotecários entendem a aprendizagem ao longo da vida como um serviço essencial das bibliotecas desde o início do século XX. Em 1924, William S. Learned escreveu sobre o potencial da biblioteca pública americana como uma agência para a educação de adultos em The American Public Library and the Diffusion of Knowledge.  Duas décadas mais tarde, em 1942, o Conselho de Educação de Adultos da Associação Americana de Bibliotecas estabeleceu uma nova responsabilidade para com o leitor adulto.
A Lei de Educação de Adultos de 1966 vinculou a educação em alfabetização e os programas de educação básica para adultos.  Isto ocorreu ao mesmo tempo que a Lei dos Serviços Bibliotecários e da Construção estava a ser aprovada.  Vinte e cinco anos após a aprovação da Lei de Educação de Adultos dos EUA, o Departamento de Educação dos EUA publicou Partners for Lifelong Learning, Public Libraries and Adult Education..
O Instituto de Serviços de Museus e Bibliotecas (IMLS) foi criado em 1996 e incorporou responsabilidades dos programas de biblioteca do Departamento de Educação dos EUA, incluindo aqueles focados na aprendizagem ao longo da vida. “Promover a aprendizagem ao longo da vida” através de bibliotecas e museus é o primeiro objetivo listado no plano estratégico da organização para 2022-2026.

## Definição
A aprendizagem ao longo da vida foi definida como “toda a atividade de aprendizagem realizada ao longo da vida, com o objetivo de melhorar o conhecimento, as aptidões e as competências numa perspetiva pessoal, cívica, social e/ou profissional”. Muitas vezes, considera-se que a aprendizagem ocorre após os anos de educação formal da infância e na idade adulta. Ela é buscada naturalmente por meio de experiências de vida, à medida que o aluno busca adquirir conhecimento por motivos profissionais ou pessoais. Estas experiências naturais podem ocorrer de propósito ou acidentalmente.
A aprendizagem ao longo da vida tem sido descrita como um processo que inclui a aprendizagem das pessoas em diferentes contextos. Estes ambientes não incluem apenas escolas, mas também casas, locais de trabalho e locais onde as pessoas realizam atividades de lazer. No entanto, embora o processo de aprendizagem possa ser aplicado a alunos de todas as idades, há um foco nos adultos que estão a retornar à aprendizagem organizada. Existem programas baseados na sua estrutura que abordam as diferentes necessidades dos alunos, como o Objetivo de Desenvolvimento Sustentável 4 das Nações Unidas e o Instituto da UNESCO para a Aprendizagem ao Longo da Vida, que atende às necessidades dos alunos desfavorecidos e marginalizados.
A aprendizagem ao longo da vida distingue-se do conceito de educação continuada no sentido de que tem um escopo mais amplo. Ao contrário desta última, que está orientada para a educação de adultos desenvolvida para as necessidades das escolas e das indústrias, este tipo de aprendizagem preocupa-se com o desenvolvimento do potencial humano nos indivíduos em geral.

## Pedagogia
A aprendizagem ao longo da vida concentra-se na educação holística e tem duas dimensões: aprendizagem ao longo da vida e opções amplas de aprendizagem. Elas indicam aprendizagens que integram propostas educacionais tradicionais e oportunidades de aprendizagem modernas. Também implica uma ênfase em encorajar as pessoas a aprenderem a aprender e a selecionar conteúdos, processos e metodologias que busquem o autodidatismo. Alguns autores destacam que a aprendizagem ao longo da vida baseia-se numa conceituação diferente do conhecimento e de sua aquisição. É explicado não apenas como a posse de informações discretas ou conhecimento factual, mas também como um esquema generalizado para dar sentido a novos eventos, incluindo o uso de táticas para lidar eficazmente com eles.
A aprendizagem reflexiva e o pensamento crítico podem ajudar o aluno a tornar-se mais autossuficiente ao aprender a aprender, tornando-o assim mais capaz de dirigir, gerir e controlar o seu próprio processo de aprendizagem.  Sipe estudou professores experimentalmente "abertos" e descobriu que eles valorizavam o aprendizado autodirigido, a colaboração, a reflexão e o desafio; assumir riscos na aprendizagem era visto como uma oportunidade, não uma ameaça. Dunlap e Grabinger afirmam que, para que os estudantes do ensino superior sejam aprendizes ao longo da vida, devem desenvolver uma capacidade de autodireção, consciência metacognitiva e uma disposição para a aprendizagem.
O Relatório Delors  propôs uma visão integrada da educação baseada em dois paradigmas fundamentais: a aprendizagem ao longo da vida e os quatro pilares da aprendizagem. Argumentou que a educação formal tende a enfatizar a aquisição de conhecimento em detrimento de outros tipos de aprendizagem essenciais para sustentar o desenvolvimento humano, sublinhando a necessidade de pensar na aprendizagem ao longo da vida e de abordar como todos podem desenvolver competências, conhecimentos e atitudes relevantes para o trabalho, a cidadania e a realização pessoal. Os quatro pilares da aprendizagem são:[carece de fontes?]
1. Aprender a conhecer
2. Aprender a fazer
3. Aprender a ser
4. Aprender a viver juntos

Os quatro pilares da aprendizagem foram concebidos tendo como pano de fundo a noção de “aprendizagem ao longo da vida”, ela própria uma adaptação do conceito de “educação ao longo da vida”, tal como inicialmente conceptualizado na publicação da Faure de 1972, Learning to Be.

### Tecnologia educacional
O surgimento das tecnologias da Internet tem um grande potencial para apoiar os esforços de aprendizagem ao longo da vida, permitindo a aprendizagem informal no dia-a-dia.

## Aplicação
Na Índia e em outros lugares, a "Universidade da Terceira Idade" (U3A) é um movimento quase espontâneo que compreende grupos de aprendizagem autónomos que acessam o saber dos seus próprios membros na busca de conhecimento e experiência compartilhada.[carece de fontes?]
Na Suécia, o conceito de círculo de estudo, uma ideia lançada há quase um século, ainda representa uma grande parte da oferta de educação para adultos. Desde então, o conceito espalhou-se e, por exemplo, também é uma prática comum na Finlândia.[carece de fontes?]
Existem unidades administrativas formais dedicadas à aprendizagem ao longo da vida em diversas universidades. Por exemplo, a 'Academia de Aprendizagem ao Longo da Vida' é uma unidade administrativa da Universidade de Delaware. Outro exemplo é a Extensão Universitária Jaguelónica (Wszechnica Uniwersytetu Jagiellonskiego), que é um dos centros polacos mais abrangentes para a aprendizagem ao longo da vida (aprendizagem aberta, aprendizagem organizacional, aprendizagem comunitária).
Nos últimos anos, a 'aprendizagem ao longo da vida' foi adotada no Reino Unido como um termo abrangente para a educação pós-obrigatória que fica fora do sistema de ensino superior do Reino Unido — educação continuada, educação comunitária, aprendizagem baseada no trabalho e ambientes voluntários, do setor público e comerciais semelhantes.[carece de fontes?]
No Canadá, o Plano de Aprendizagem ao Longo da Vida do governo federal permite que os residentes canadianos retirem fundos do seu Plano de Poupança para Reforma Registado para ajudar a pagar pela aprendizagem ao longo da vida, mas os fundos só podem ser usados para programas de aprendizagem formal em instituições educacionais designadas.[carece de fontes?]
As prioridades para a aprendizagem ao longo da vida e para toda a vida têm prioridades diferentes em diferentes países, alguns colocando mais ênfase no desenvolvimento económico e outros no desenvolvimento social. Por exemplo, as políticas da China, República da Coreia, Singapura e Malásia promovem a aprendizagem ao longo da vida numa perspetiva de desenvolvimento de recursos humanos . Os governos destes países têm feito muito para promover a formação e o desenvolvimento, ao mesmo tempo que encorajam o empreendedorismo.

### Envelhecimento
Num artigo do New York Times de 2012, Arthur Toga, professor de neurologia e diretor do laboratório de neuroimagem da Universidade da Califórnia, em Los Angeles, afirmou que "Exercitar o cérebro pode preservá-lo, prevenindo o declínio mental". Algumas investigações mostraram que pessoas com maiores reservas cognitivas, obtidas por meio da aprendizagem ao longo da vida, eram mais capazes de evitar o declínio cognitivo que frequentemente acompanha asdoenças neurodegenerativas relacionadas com a idade. Mesmo quando os indivíduos apresentavam demência, alguns estudos mostram que eles foram capazes de persistir num estado mental normal por um período mais longo do que os indivíduos que não estavam envolvidos em algum tipo de aprendizagem ao longo da vida.
Até agora, os estudos não contaram com ensaios clínicos aleatorizados de grande porte. Em "Education and Alzheimer's Disease: A Review of Recent International Epidemiological Studies", publicado em 1997 no periódico Aging and Mental Health, CJ Gilleard encontra falhas em outros estudos que relacionam educação ao declínio cognitivo. Entre outros fatores, sugere que as variações nos estilos de vida podem ser responsáveis por um aumento na demência vascular, já que os trabalhadores de colarinho azul podem estar menos inclinados a trabalhar em indústrias que oferecem situações mentalmente desafiadoras.